# La cometa
Pour les articles homonymes, voir Le Cerf-volant.
La cometa (« Le Cerf-volant ») est une peinture de Francisco de Goya réalisée en 1778 qui fait partie de la deuxième série de cartons pour tapisserie destinée à la salle à manger du Prince des Asturies au Palais du Pardo.

## Contexte
Tous les tableaux de la deuxième série sont destinés à la salle à manger du Prince des Asturies, c'est-à-dire de celui qui allait devenir Charles IV et de son épouse Marie Louise de Parme, au palais du Pardo. Le tableau fut livré à la Fabrique royale de tapisserie le 25 janvier 1778. Goya a demandé à 7 000 réaux pour ce carton — un montant identique à des commandes pour d’autres tapisseries pour la fabrique de Santa Barbara.
Il fut considéré perdu jusqu'en 1869, lorsque la toile fut découverte dans le sous-sol du Palais royal de Madrid par Gregorio Cruzada Villaamil, et fut remise au musée du Prado en 1870 par les ordonnances du 19 janvier et du 9 février 1870, où elle est exposée dans la salle 85. La toile est citée pour la première fois dans le catalogue du musée du Prado en 1876.
La série était composée de Le Goûter au bord du Manzanares, Danse sur les rives du Manzanares, La Dispute à la Venta nueva, La Riña en el Mesón del Gallo, La Promenade en Andalousie, Le Buveur, L'Ombrelle, Le Cerf-volant, Les Joueurs de cartes, Enfants gonflant une vessie, Garçons cueillant des fruits et El Atraco.

## Analyse
Comme pour les saisons, Goya reflète le monde et les coutumes des gens de Madrid. Dans ce cas, il s'agit d'un jeu très populaire qui a servi de distraction à la haute société de son temps : le cerf-volant. Celui-ci s'envole, et il a peu d’importance dans le tableau. Goya insiste plus sur le naturalisme, le réalisme et les personnages. La couleur très intense contribue à mettre en évidence les détails des costumes des personnages connus aujourd’hui comme « goyesques ». Comme pour plusieurs de ses premières œuvres, Goya a recours à un schéma pyramidal.